# 温福德·博伊恩斯
温福德·格拉德斯通·博伊恩斯三世（英語：Winford Gladstone Boynes III，1957年5月17日—），美国NBA联盟职业篮球运动员。他在1978年的NBA选秀中第1轮第13顺位被新泽西篮网选中。